# عبدالرضا توسلی خواه
عبدالرضا توسلی خواه (زادهٔ ۲۸ شهریور ۱۳۵۸در محمودآباد) عضو تیم ملی تیراندازی ایران است.

## افتخارات
- جام جهانی ۲۰۱۷ ایتالیا مدال طلا + رکورد جهانی[۴][۵]
- جام جهانی ۲۰۲۱امارات متحده عربی مدال برنز[۶][۷]
- جام جهانی ۲۰۲۲کره جنوبی مدال طلا[۸]
- قهرمانی جهان ۲۰۲۲امارات متحده عربی مدال نقره[۹][۱۰][۱۱]